# Монторо-Суперіоре
Монторо-Суперіоре (італ. Montoro Superiore) — колишній муніципалітет в Італії, у регіоні Кампанія,  провінція Авелліно. З 3 грудня 2013 року Монторо-Суперіоре є частиною новоствореного муніципалітету Монторо.
Монторо-Суперіоре розташоване на відстані близько 230 км на південний схід від Рима, 50 км на схід від Неаполя, 11 км на південь від Авелліно.
Населення — 8941 особа (2012).
Щорічний фестиваль відбувається 10 вересня. Покровитель — святий Миколай da Tolentino.

## Демографія
Населення за роками:

Станом на 31 грудня 2010 року в муніципалітеті офіційно проживали 292 іноземці з 20 країн, серед них 127 громадян країн Євросоюзу та 33 громадяни України.

## Сусідні муніципалітети
- Кальваніко
- Контрада
- Фішіано
- Монторо-Інферіоре
- Солофра